# Otto van Holland
Otto van Holland (gestorven op 27 maart 1249) was bisschop van Utrecht van 1233 tot 1249.
Otto was de tweede zoon van graaf Willem I van Holland en diens eerste echtgenote Aleid van Gelre. Hij werd in 1233 tot bisschop gekozen, maar door het verzet van de Utrechtse kapittels kon hij pas in 1245 gewijd worden. Hij ontpopte zich als een krachtdadig bestuurder die zich voornamelijk met wereldlijke zaken bezighield. Na de dood van zijn broer Floris IV van Holland in 1234 werd hij voogd van diens opvolger, de zevenjarige Willem II, en kreeg hij het beheer over het graafschap Holland. Hij loste de problemen in Drenthe op, waaraan bisschop Otto II ten onder was gegaan. Hij onderwierp de heren van Goor aan zijn gezag.
Zijn buitenechtelijke dochter Aleida van Holland was gehuwd met Boudewijn van Noordwijk.